# ハイレ・イブラヒモフ
ハイレ・イブラヒモフ（Hayle Ibrahimov 前名：Haile Desta Hagos、1990年1月18日 - ）はアゼルバイジャンの男子陸上競技選手。専門は中距離走、長距離走。エチオピア・メケレ生まれ。

## 経歴
2009年にセルビアのノヴィ・サドで開催されたヨーロッパ陸上競技選手権大会で5000mと10000mの2冠を達成する。翌年にはバルセロナで開催されたヨーロッパ選手権で5000m銅メダルを獲得した。チューリッヒで開かれた2014年ヨーロッパ選手権で5000m銀メダルを獲得した。

## 自己ベスト
- 1500m - 3分45秒00 (2009年6月28日、バクー)
- 3000m - 7分34秒57 (2013年5月10日、ドーハ)
- 5000m - 13分09秒17 (2014年8月28日、チューリッヒ)
- 10000m - 30分06秒64 (2009年7月23日、ノヴィ・サド)